# 苏霍伊洛格区
苏霍伊洛格区（羅馬化：Sukholozhskiy rayon）是俄罗斯斯维尔德洛夫斯克州的一个区，行政中心为苏霍伊洛格。该区2010年人口14,451；2002年人口13,901；1989年人口14,049。